# Jorge Ramírez (football, 1955)
Pour les articles homonymes, voir Jorge Ramírez.
Jorge Nelson Ramírez Cardozo, né le 22 décembre 1955 à Iñapari (es), dans la région de Madre de Dios au Pérou, est un footballeur péruvien qui jouait au poste d'arrière droit.

## Biographie

### Carrière en club
Surnommé Billarista (« joueur de billard »), Jorge Ramírez fait partie d'une des meilleures générations de joueurs du FBC Melgar, championne du Pérou en 1981 sous la houlette de Máximo Carrasco. Avec ce club, il dispute deux éditions de la Copa Libertadores en 1982 et 1984 (12 matchs en tout).
Entre 1985 et 1987, Il joue successivement pour le Deportivo Municipal, le Juventud La Palma et le CNI d'Iquitos, avant de revenir au FBC Melgar en 1988 comme entraîneur-joueur. Il met fin à sa carrière à l'Alfonso Ugarte de Puno en 1989.

### Carrière en sélection
International péruvien, Ramírez reçoit 12 sélections entre 1983 et 1985. Il participe notamment à la Copa América 1983 où le Pérou atteint les demi-finales.

## Palmarès(joueur)
FBC Melgar
- Championnat du Pérou (1) :
  - Champion : 1981.
  - Vice-champion : 1983.